# Mucropetraliella armata
Mucropetraliella armata är en mossdjursart som först beskrevs av Campbell Easter Waters 1913.  Mucropetraliella armata ingår i släktet Mucropetraliella och familjen Petraliellidae. Inga underarter finns listade i Catalogue of Life.